# علي إسماعيل عباس
علي عباس (من مواليد 1991) مواطن عراقي لفت انتباه وسائل الإعلام بعد إصابته بجروح خطيرة في هجوم صاروخي جوي عندما كان طفلا، بالقرب من بغداد أثناء غزو الولايات المتحدة للعراق عام 2003.

## إصابته
اثناء الهجوم الأمريكي على العراق في 2003، سقط صاروخان أمريكيان على منزله مما أدى إلى مقتل والدته الحامل ووالده وشقيقه وثلاثة عشر فردًا آخرين من عائلته. أدت الإصابة إلى بتر ذراعيه وإلى إصابته بحروق من الدرجة الثالثة بنسبة 35% من جسده. كان عمره آنئذ اثني عشر عامًا. نقل إلى الكويت لتلقي العلاج ثم نقل بعد ذلك إلى لندن. جهزت له أذرع اصطناعية آلية على حساب الحكومة الكويتية، ولكنه لم يتمكن من استخدامهما لأنهما كانتا ثقيلتين وغير عمليتين. ومع ذلك، ظل يرتدي ذراعين اصطناعيتين أثناء حضوره المدرسة حتى لا يلفت الانتباه إليه. التحق بعدها بمدرسة هول ويمبلدون.

## المواطنة
حصل علي عباس على جواز السفر البريطاني في 1 يناير 2010. تلقى علي عروضًا من دول أخرى، مثل كندا والولايات المتحدة، لكنه رفضها. 

## الدعاية
كتب جين وارن كتاب بعنوان "قصة علي عباس" عن علي ونشرته في دار هاربر كولينز .
تم عرضه في برنامج 60 دقيقة بتاريخ 13 مايو 2007.
وقد ظهر في طبعة بتاريخ 2011 من مجلة تايم.

## جمعية بلا أطراف
أسست جمعية بلا أطراف صندوقا خاصا لمساعدة الأشخاص الذين فقدوا أطرافهم بسبب الحرب في العراق. خلال زيارتهُ إلى العراق، التقى رئيس مجلس إدارة لوس أنجلوس ظفر خان بأحمد حمزة، وهو صبي يبلغ من العمر 14 عامًا أصيب أيضًا في الصراع في العراق، مما أدى إلى بتر ساقه اليمنى ويده اليسرى. وتعهدت جمعية بلا اطراف باستخدام الصندوق لمساعدة علي وأحمد.

## راكبو الدراجات البخارية في بغداد
يشارك على اصدقاءه برحلات بالدراجات الهوائية كل عام، يطلق عليها اسم "دراجو بغداد".

## روابط خارجية
- الموقع الرسمي لجمعية ليمبلس